# Bilskirnir
Le Bilskirnir est le manoir du dieu Thor dans la mythologie nordique. Il y vit avec son épouse Sif et ses enfants. Selon le Grímnismál de l'Edda poétique écrite au XIIIe siècle, le Bilskinir est le bâtiment le plus imposant d'Ásgard avec ses 540 pièces. 

## De nos jours
Le Bilskirnir a inspiré le nom d'un vaisseau spatial asgard commandé par le commandant-suprême Thor dans la série télévisée Stargate SG-1 nommé Beliskner.